# Abierto Mexicano de Tenis 2006 - Qualificazioni singolare femminile
Le qualificazioni del singolare femminile dell'Abierto Mexicano de Tenis 2006 sono state un torneo di tennis preliminare per accedere alla fase finale della manifestazione. I vincitori dell'ultimo turno sono entrati di diritto nel tabellone principale. In caso di ritiro di uno o più giocatori aventi diritto a questi sono subentrati i lucky loser, ossia i giocatori che hanno perso nell'ultimo turno ma che avevano una classifica più alta rispetto agli altri partecipanti che avevano comunque perso nel turno finale.
Le qualificazioni del torneo prevedevano 32 partecipanti di cui 4 sono entrati nel tabellone principale.

## Teste di serie
1. Nastas'sja Jakimava (ultimo turno)
2. Nathalie Viérin (secondo turno)
3. Lilia Osterloh (secondo turno)
4. Ljudmila Skavronskaja (secondo turno)

1. Maria-Jose Argeri (secondo turno)
2. Sandra Záhlavová (secondo turno)
3. Natalia Gussoni (Qualificata)
4. Valentina Sassi (primo turno)

## Qualificati
1. Natalia Gussoni
2. Zsófia Gubacsi

1. María José Martínez Sánchez
2. Carla Tiene

## Tabellone

### Legenda
| - Q = Qualificato - WC = Wild card - LL = Lucky loser | - ALT = Alternate - SE = Special Exempt - PR = Protected Ranking | - w/o = Walkover - r = Ritirato - d = Squalificato |

### Sezione 1
|  | Primo turno              | Primo turno              | Primo turno              | Primo turno | Primo turno |  |  | Secondo turno | Secondo turno          | Secondo turno          | Secondo turno   | Secondo turno |   |   | Ultimo turno | Ultimo turno        | Ultimo turno | Ultimo turno | Ultimo turno |  |
|  |                          |                          |                          |             |             |  |  |               |                        |                        |                 |               |   |   |              |                     |              |              |              |  |
|  |                          |                          |                          |             |             |  |  |               |                        |                        |                 |               |   |   |              |                     |              |              |              |  |
|  |                          |                          |                          |             |             |  |  | 1             | Nastas'sja Jakimava    | 6                      | 0               | 7             |   |   |              |                     |              |              |              |  |
|  | Sara Errani              | Sara Errani              | Sara Errani              | 6           | 6           |  |  |               | Sara Errani            | 1                      | 6               | 65            |   |   |              |                     |              |              |              |  |
|  | Valeria Pulido-Velasco   | Valeria Pulido-Velasco   | Valeria Pulido-Velasco   | 3           | 3           |  |  |               |                        |                        |                 |               |   |   | 1            | Nastas'sja Jakimava | 4            | 7            | 3            |  |
|  | Lorena Villalobos-Cruz   | Lorena Villalobos-Cruz   | Lorena Villalobos-Cruz   | 6           | 6           |  |  |               |                        | 7                      | Natalia Gussoni | 6             | 5 | 6 |              |                     |              |              |              |  |
|  | Michaela Schumichrastova | Michaela Schumichrastova | Michaela Schumichrastova | 1           | 0           |  |  |               | Lorena Villalobos-Cruz | Lorena Villalobos-Cruz | 0               | 2             |   |   |              |                     |              |              |              |  |
|  | 7                        | Natalia Gussoni          | Natalia Gussoni          | 6           | 6           |  |  | 7             | Natalia Gussoni        | Natalia Gussoni        | 6               | 6             |   |   |              |                     |              |              |              |  |
|  |                          | Elizabeth Kobak          | Elizabeth Kobak          | 1           | 1           |  |  |               |                        |                        |                 |               |   |   |              |                     |              |              |              |  |

### Sezione 2
|  | Primo turno               | Primo turno               | Primo turno               | Primo turno | Primo turno |  |  | Secondo turno | Secondo turno             | Secondo turno    | Secondo turno  | Secondo turno  |   |   | Ultimo turno              | Ultimo turno              | Ultimo turno              | Ultimo turno | Ultimo turno |  |
|  |                           |                           |                           |             |             |  |  |               |                           |                  |                |                |   |   |                           |                           |                           |              |              |  |
|  |                           |                           |                           |             |             |  |  |               |                           |                  |                |                |   |   |                           |                           |                           |              |              |  |
|  |                           |                           |                           |             |             |  |  | 2             | Nathalie Viérin           | 3                | 6              | 0              |   |   |                           |                           |                           |              |              |  |
|  | Maria-Vanina Garcia-Sokol | Maria-Vanina Garcia-Sokol | Maria-Vanina Garcia-Sokol | 6           | 6           |  |  |               | Maria-Vanina Garcia-Sokol | 6                | 3              | 6              |   |   |                           |                           |                           |              |              |  |
|  | Erika Clarke-Magana       | Erika Clarke-Magana       | Erika Clarke-Magana       | 1           | 0           |  |  |               |                           |                  |                |                |   |   | Maria-Vanina Garcia-Sokol | Maria-Vanina Garcia-Sokol | Maria-Vanina Garcia-Sokol | 3            | 4            |  |
|  | Zsófia Gubacsi            | Zsófia Gubacsi            | Zsófia Gubacsi            | 6           | 6           |  |  |               |                           | Zsófia Gubacsi   | Zsófia Gubacsi | Zsófia Gubacsi | 6 | 6 |                           |                           |                           |              |              |  |
|  | Leticia Sobral            | Leticia Sobral            | Leticia Sobral            | 2           | 1           |  |  |               | Zsófia Gubacsi            | Zsófia Gubacsi   | 6              | 6              |   |   |                           |                           |                           |              |              |  |
|  |                           |                           |                           |             |             |  |  | 6             | Sandra Záhlavová          | Sandra Záhlavová | 3              | 4              |   |   |                           |                           |                           |              |              |  |
|  |                           |                           |                           |             |             |  |  |               |                           |                  |                |                |   |   |                           |                           |                           |              |              |  |

### Sezione 3
|  | Primo turno          | Primo turno                 | Primo turno          | Primo turno | Primo turno |  |  | Secondo turno               | Secondo turno               | Secondo turno               | Secondo turno               | Secondo turno               |   |   | Ultimo turno | Ultimo turno | Ultimo turno | Ultimo turno | Ultimo turno |  |
|  |                      |                             |                      |             |             |  |  |                             |                             |                             |                             |                             |   |   |              |              |              |              |              |  |
|  |                      |                             |                      |             |             |  |  |                             |                             |                             |                             |                             |   |   |              |              |              |              |              |  |
|  |                      |                             |                      |             |             |  |  | 3                           | Lilia Osterloh              | 6                           | 3                           | 5                           |   |   |              |              |              |              |              |  |
|  | Paula Garcia         | Paula Garcia                | Paula Garcia         | 6           | 6           |  |  |                             | Paula Garcia                | 2                           | 6                           | 7                           |   |   |              |              |              |              |              |  |
|  | Vladimíra Uhlířová   | Vladimíra Uhlířová          | Vladimíra Uhlířová   | 1           | 3           |  |  |                             |                             |                             |                             |                             |   |   | Paula Garcia | Paula Garcia | Paula Garcia | 5            | 0            |  |
|  | Betina Jozami        | Betina Jozami               | Betina Jozami        | 6           | 6           |  |  |                             |                             | María José Martínez Sánchez | María José Martínez Sánchez | María José Martínez Sánchez | 7 | 6 |              |              |              |              |              |  |
|  | Chloe Mielgo-Herrera | Chloe Mielgo-Herrera        | Chloe Mielgo-Herrera | 0           | 3           |  |  | Betina Jozami               | Betina Jozami               | Betina Jozami               | 4                           | 3                           |   |   |              |              |              |              |              |  |
|  |                      | María José Martínez Sánchez | 6(0)                 | 6           | 0           |  |  | María José Martínez Sánchez | María José Martínez Sánchez | María José Martínez Sánchez | 6                           | 6                           |   |   |              |              |              |              |              |  |
|  | 8                    | Valentina Sassi             | 7                    | 1           | 0r          |  |  |                             |                             |                             |                             |                             |   |   |              |              |              |              |              |  |

### Sezione 4
|  | Primo turno            | Primo turno            | Primo turno            | Primo turno | Primo turno |  |  | Secondo turno | Secondo turno         | Secondo turno         | Secondo turno  | Secondo turno  |   |   | Ultimo turno | Ultimo turno | Ultimo turno | Ultimo turno | Ultimo turno |  |
|  |                        |                        |                        |             |             |  |  |               |                       |                       |                |                |   |   |              |              |              |              |              |  |
|  |                        |                        |                        |             |             |  |  |               |                       |                       |                |                |   |   |              |              |              |              |              |  |
|  |                        |                        |                        |             |             |  |  | 4             | Ljudmila Skavronskaja | Ljudmila Skavronskaja | 1              | 62             |   |   |              |              |              |              |              |  |
|  | Carla Tiene            | Carla Tiene            | Carla Tiene            | 6           | 6           |  |  |               | Carla Tiene           | Carla Tiene           | 6              | 7              |   |   |              |              |              |              |              |  |
|  | Marcela Arroyo-Vergara | Marcela Arroyo-Vergara | Marcela Arroyo-Vergara | 3           | 2           |  |  |               |                       |                       |                |                |   |   | Carla Tiene  | Carla Tiene  | Carla Tiene  | 6            | 6            |  |
|  | Tina Schiechtl         | Tina Schiechtl         | Tina Schiechtl         | 6           | 6           |  |  |               |                       | Tina Schiechtl        | Tina Schiechtl | Tina Schiechtl | 2 | 2 |              |              |              |              |              |  |
|  | Andrea Benitez         | Andrea Benitez         | Andrea Benitez         | 1           | 3           |  |  |               | Tina Schiechtl        | Tina Schiechtl        | 7              | 6              |   |   |              |              |              |              |              |  |
|  |                        |                        |                        |             |             |  |  | 5             | Maria-Jose Argeri     | Maria-Jose Argeri     | 65             | 3              |   |   |              |              |              |              |              |  |
|  |                        |                        |                        |             |             |  |  |               |                       |                       |                |                |   |   |              |              |              |              |              |  |